# Тугендбунд
Тугендбунд («Союз доблести»; нем. «Tugendbund») — патриотическое общество в Кёнигсберге, Пруссия. Существовало с апреля 1808 года и по январь 1810 года.

## История
«Союз доблести» был основан в Кёнигсберге в апреле 1808 года Леманом, Феллагеном, Ботом, Барделебеном, Бачком, В. Т. Кругом и др.
Целью общества было восстановление патриотического духа нации после поражения от войск Наполеона, воспитание юношества, реорганизация войск и приверженность правящей династии. Общество также имело тайную цель — восстановить статус Пруссии, утерянный в результате побед Наполеона.
Идеи «Союза доблести» пользовались поддержкой в Силезии и Померании, и в меньшей степени в Бранденбурге и почти не имели сторонников в Берлине. Правящая гражданская и военная бюрократия запрещала подчинённым вступать в «Союз доблести».
Закат деятельности общества связывают с отказом Пруссии в 1809 году принять участие в войне Австрии с Наполеоном. Формальными членами «Союза доблести» были около 300—400 (по другим сведениям — свыше 700) представителей дворянства, интеллигенции и чиновников. Не будучи его членами, к обществу были близки Г. Штейн, Нибур, Г. Шарнхорст, А. Гнейзенау. По требованию Наполеона 31 декабря 1809 года король Пруссии Фридрих Вильгельм III своим указом закрыл общество. После падения Наполеона, в Германии и Австрии началось подавление демократических свобод и «Союз доблести» подвергся ещё большему преследованию. Официально «Союз доблести» был распущен в январе 1810 года.